# Bewegungsstiftung
Die Bewegungsstiftung ist eine bundesweite Gemeinschaftsstiftung mit Sitz in Verden (Aller). Der Zweck der Stiftung ist es, Ursachen gesellschaftlicher, politischer und sozialer Probleme zu erkennen und zu bekämpfen. Hintergrund ist die Ansicht, dass die Behebung gesellschaftlicher Missstände häufig erst durch soziale Bewegungen, die öffentlichen Protest artikulieren, angestoßen werde. So werden politische Aktionen und Protestkampagnen von sozialen Bewegungen im In- und Ausland mit Zuschüssen und Beratung gefördert. Zu den unterstützten Bewegungen gehören unter anderem die Friedensbewegung, die Umweltbewegung und die antirassistische Bewegung.
Die Bewegungsstiftung ist Unterzeichnerin der Initiative Transparente Zivilgesellschaft.

## Geschichte
Die Stiftung wurde 2002 von neun Gründungsstiftern ins Leben gerufen und mit einem Stiftungskapital von 250.000 Euro ausgestattet. Initiatoren der Stiftung waren Christoph Bautz, Gerald Neubauer, Felix Kolb. 2012 gab es 130 Stifter und das Kapital war auf fünf Millionen Euro angewachsen. 2017 überwies ein langjähriger Stifter außerordentlich eine Million Euro, womit sich das Stiftungskapital auf über sieben Millionen Euro erhöhte. Mittlerweile hat die Bewegungsstiftung über 200 Stifter. Als Ziel gibt die Bewegungsstiftung an, die Arbeit von sozialen Bewegungen für Demokratie, Frieden, Ökologie und soziale Gerechtigkeit durch Zuschüsse und Beratung zu unterstützen. Stand 2020 wurden über 100 Kampagnen und Organisationen mit insgesamt mehr als fünf Millionen Euro gefördert. Im Juni 2003 wurde unter dem Dach der Bewegungsstiftung die Stiftung bridge gegründet, welche die Bürgerrechte in der digitalen Gesellschaft fördern sollte. Sie wurde zum 1. Januar 2020 aufgelöst.

## Förderung
Über die Vergabe von Zuschüssen wird mehrmals jährlich entschieden. Dabei findet die Entscheidungsfindung kollektiv statt. Förderungsvoraussetzung ist eine gewaltfreie, ökologisch verträgliche, gleichberechtigte, transparente, demokratische und faire Arbeitsweise der geförderten Personen, Projekte oder Einrichtungen. Um einen effektiven Einsatz der Fördermittel zu gewährleisten, entwickelt die Bewegungsstiftung Kriterien zur Evaluation der Projektarbeit.
Die Bewegungsstiftung unterstützt mit verschiedenen Förderprogrammen einzelne politische Aktionen, mittel- bis langfristige Kampagnen, im Rahmen der Basisförderung aber auch Aufbau und Entwicklung von Organisationen über mehrere Jahre hinweg.
Zu den geförderten Projekten gehören unter anderem Attac, .ausgestrahlt, Lobbycontrol, Women in Exile & Friends, das NoLager Netzwerk, Urgewald und das Bündnis Seebrücke.
Die Stiftung unterstützt soziale Bewegungen auf zwei verschiedenen Ebenen:
Zum ersten auf der finanziellen Ebene, denn nur mit finanziellen Ressourcen ist es nach Ansicht der Stiftung möglich, Projekte, Aktionen und Kampagnen zu planen, zu organisieren und durchzuführen. Und diese Ressourcen sind bei vielen sozialen Bewegungen nicht ausreichend vorhanden.
Des Weiteren werden die Projekte im Förderzeitraum von der Stiftung begleitet und beraten.
Außerdem werden Fachseminare zu Themen wie Fundraising, Pressearbeit und Konfliktbewältigung angeboten. 2019 hat die Bewegungsstiftung eine Strategiekonferenz mit rund 200 Teilnehmenden in Berlin veranstaltet.
Für Menschen, die sich so stark in politischen oder sozialen Projekten engagieren möchten, dass sie zeitlich nicht in der Lage sind, ihren gesamten Lebensunterhalt zu verdienen, gibt es ein spezielles Förderinstrument: Als so genannte Bewegungsarbeiter suchen sie Paten, die ihnen von der Bewegungsstiftung koordinierte finanzielle Unterstützung zukommen lassen. Cécile Lecomte, Bruno Watara, Sven Giegold und Jutta Sundermann gehören bzw. gehörten zu diesem Kreis, der aus bis zu zehn Personen besteht.
Im Unterschied zu mildtätigen Stiftungen möchte die Bewegungsstiftung change statt charity fördern und begreift sich daher als „Wandelstiftung“.

## Struktur
Seit dem 1. Januar 2008 ist die Bewegungsstiftung eine selbstständige Stiftung mit einer demokratischen Grundstruktur, die sowohl den Stiftern als auch den geförderten Projekten und Bewegungsarbeitern Mitspracherecht gewährt.
Das höchste Entscheidungsgremium ist der aus fünf Personen bestehende Stiftungsrat, der insbesondere über die Förderung entscheidet. Er setzt sich zusammen aus je einem gewählten Vertreter des Beirats der Stifter und der Versammlung der geförderten Projekte sowie drei berufenen Personen mit besonderen Erfahrungen in oder Kenntnissen über soziale Bewegungen. Der Beirat der Stifter und die Versammlung der geförderten Projekte beraten den Stiftungsrat bei seinen Entscheidungen.
Des Weiteren gibt es einen Anlageausschuss, der sich mit der Geldanlage, der Vermögensverwaltung und den Anlagekriterien auseinandersetzt.
Einmal jährlich treffen sich Stifter, Vertreter der geförderten Projekte, Bewegungsarbeiter und Stiftungsangestellte zu einer zweieinhalbtägigen Strategiewerkstatt, um die weitere Entwicklung der Stiftung zu diskutieren.

## Zustiftungsmöglichkeiten
Zustiftungen ab einem Betrag von 5.000 Euro gewähren dem Stifter ein lebenslanges Stimmrecht im Beirat der Stifter. Dadurch kann er Einfluss auf Förderentscheidungen nehmen und bei der Wahl des Vertreters der Stifter im Stiftungsrat teilnehmen. Die Zustiftung von 5.000 Euro kann auch in zehn jährlichen Raten zu 500 Euro eingezahlt werden. Auch in diesem Fall erhält man das Stimmrecht sofort.

## Geldanlage
Um auch auf dem Sektor der Geldanlage politische Veränderung und gesellschaftlichen Wandel zu unterstützen, wird das Stiftungskapital vollständig nach selbst auferlegten ethischen und ökologischen Kriterien (z. B. bei der GLS-Bank, Ethikbank und Umweltbank, in regenerativen Energien, sowie bei Projekten alternativen Wohnens und Wirtschaftens) angelegt. Die regelmäßig erzielte Rendite liegt bei knapp drei Prozent. Zudem legt die Bewegungsstiftung Wert auf Transparenz bei der Geldanlage. Daher werden die Anlagekriterien und alle Anlagen im Internet veröffentlicht.

## Stiftung bridge
Im Juni 2003 wurde unter dem Dach der Bewegungsstiftung die Treuhandstiftung „bridge – Bürgerrechte in der digitalen Gesellschaft“ mit einem Startkapital von 120.000 Euro durch den Gründungsstifter Frank Hansen aus Schwäbisch Hall gegründet. Sie hatte im Dezember 2015 ein Stiftungskapital von rund einer Million Euro, das von sechs Stiftern zur Verfügung gestellt wurde.
Die Gründung war motiviert durch die zunehmende Bedeutung digitaler Techniken und Medien in zahlreichen Lebensbereichen und die damit einhergehende Gefahr einer „Aushöhlung der Bürgerrechte“ (insbesondere durch Verlust der informationellen Selbstbestimmung und durch zunehmende Überwachbarkeit). Die Stiftung bridge unterstützte soziale Bewegungen, die Kampagnen zu diesen Themen organisieren. Sie arbeitete nach den gleichen Grundsätzen wie die Bewegungsstiftung. Zum 1. Januar 2020 wurde die Stiftung bridge aufgelöst, ihr Vermögen ist in den Vermögensstock der Bewegungsstiftung übergegangen.

### Beispiele für geförderte Projekte
- Förderverein für eine Freie Informationelle Infrastruktur (FFII), Kampagne gegen Softwarepatente.
- Digitalcourage, Basisförderung und Kampagne gegen RFID.
- Libertad! für Nachfolgekampagne zur „Deportation-Class“-Online-Demo
- Digitale Gesellschaft, für Kampagne für Netzneutralität.
- Gesellschaft für Freiheitsrechte (GFF), Basisförderung und Kampagne zur Stärkung des Informationsfreiheitsgesetz
- Forum InformatikerInnen für Frieden und gesellschaftliche Verantwortung (FIfF) für Kampagne zum Thema Cyberpeace
- Lobbycontrol, Anschubfinanzierung zum Strukturaufbau